# Закросница
Закро́сница (бел. Закросніца) — деревня в Кобринском районе Брестской области Белоруссии. Входит в состав Залесского сельсовета.
По данным на 1 января 2016 года население составило 254 человека в 96 домохозяйствах.
В деревне расположены почтовое отделение, фельдшерско-акушерский пункт и два магазина.

## География
Деревня расположена в 12 км к северо-востоку от города и станции Кобрин и в 56 км к востоку от Бреста.
На 2012 год площадь населённого пункта составила 0,79 км² (79 га).

## История
Населённый пункт известен с 1563 года как село Красновское. В разное время население составляло:
- 1999 год: 112 хозяйств, 266 человек;
- 2005 год: 108 хозяйств, 270 человек;
- 2009 год: 242 человека;
- 2016 год[2]: 96 хозяйств, 254 человека;
- 2019 год[1]: 186 человек.